# Campionatul Mondial de Scrimă din 1938
Campionatul Mondial de Scrimă din 1938 s-a desfășurat la Piešťany în Cehia. Proba de floretă feminină pe echipe nu s-a jucat.

## Rezultate

### Feminin
| Probă                 | Aur                | Argint                 | Bronz              |
| Floretă la individual | Marie Šedivá (CZE) | Carmen Slabocova (CZE) | Jenny Addams (BEL) |

## Clasament pe medalii
| Loc | Țară          | Aur | Argint | Bronz | Total |
| --- | ------------- | --- | ------ | ----- | ----- |
| 1   | Italia        | 4   | 3      | 2     | 9     |
| 2   | Franța        | 2   | 2      | 2     | 6     |
| 3   | Cehoslovacia  | 1   | 1      | 1     | 3     |
| 4   | Suedia        | 0   | 1      | 0     | 1     |
| 5   | Belgia        | 0   | 0      | 1     | 1     |
| 5   | Țările de Jos | 0   | 0      | 1     | 1     |